# Stadio Zafer
Lo  Stadio Zafer è un impianto sportivo nord cipriota di Morfou, noto per essere stato uno dei quattro impianti ad aver ospitato nel 2006 la prima - e unica - edizione della ELF Cup, oltre che ospitare le gare interne di Baf Ülkü Yurdu e Binatlı Yılmaz.